# 육념
6념(六念,
산스크리트어: ṣaḍ-anusmṛti,
sad anusmrtayah,
팔리어: cha anussati-ṭṭhānāni,
티베트어: rjes su dran pa drug,
영어: six kinds of mindfulness,
six lines of thought)은 다음의 분류, 그룹 또는 체계의 한 요소이다.
- 염(念)의 마음작용을 사용하는 수행체계인 4념처(四念處) · 6념처(念處) · 10념(十念) · 10념처(十念處) 등에서 6념을 말한다. 6념은 6념처와 동의어이지만, 10념은 10념처와 다르다.
- 10념(十念) 가운데 처음의 6가지 염(念)이 6념으로 이루어져 있다.

6념은 6념법(六念法) · 6념처(六念處) 또는 6수념(六隨念)으로 불린다.
염(念,
산스크리트어: smṛti,
팔리어: sati)의 마음작용은
관(觀), 정념(正念), 4념처(四念處), 끊임없는 수동적 관찰, 명기(明記)와 불망(不忘), 주의집중, 불산란 등을 뜻하며,
영어로는
mindfulness,
awareness,
inspection,
recollection,
retention,
memory 등으로 번역된다.
6념은 《장아함경》 제2권, 《잡아함경》 제33권, 《북본열반경》 제18권, 《관불삼매경》 제6권, 《대지도론》 제22권, 《해탈도론》 제3권, 《대승의장》 제20권 등에 나오는 수행법으로 초기불교, 북방과 남방의 부파불교, 대승불교 전체에 걸친 불교 일반의 보편적인 수행법이다.
6념은 여섯 가지 생각으로 번역되며, 다음의 6가지 염(念)을 사용한 수행을 말한다. 《잡아함경》 제33권 〈931. 수습주경(修習住經)〉의 용어와 표현에 따르면, 다음과 같이 요약된다.
1. 염불(念佛) - 여래의 일을 생각함[念如來事] - 여래(如來) · 응(應) 등의 여래10호[주해 1]
2. 염법(念法) - 법의 일에 대해 생각함[念於法事] - 세존의 법(法)과 율(律)
3. 염승(念僧) - 비구의 일에 대해 생각함[念於僧事] - 4쌍8배(四雙八輩)의 현성(賢聖)
4. 염계(念戒) - 계를 생각함[念戒] - 정계(淨戒) · 불괴계(不壞戒) 등의 계(戒)
5. 염시(念施) - 보시의 일을 생각함[念施事] - 보시[施]와 사법(捨法)
6. 염천(念天) - 모든 하늘의 일을 생각함[念諸天事] - 4대천왕(四大天王) · 33천(三十三天) 등의 천(天)

## 참고 문헌
- 고려대장경연구소. 《고려대장경 전자 불교용어사전》. 고려대장경 지식베이스 / (사)장경도량 고려대장경연구소. |title=에 외부 링크가 있음 (도움말)
- 곽철환 (2003). 《시공 불교사전》. 시공사 / 네이버 지식백과. |title=에 외부 링크가 있음 (도움말)
- 용수 지음, 구마라습 한역, 김성구 번역 (K.549, T.1509). 《대지도론》. 한글대장경 검색시스템 - 전자불전연구소 / 동국역경원. K.549(14-493), T.1509(25-57). |title=에 외부 링크가 있음 (도움말)
- 운허.  동국역경원 편집, 편집. 《불교 사전》. |title=에 외부 링크가 있음 (도움말)
- (영어) DDB. 《Digital Dictionary of Buddhism (電子佛教辭典)》. Edited by A. Charles Muller. |title=에 외부 링크가 있음 (도움말)
- (중국어) 佛門網. 《佛學辭典(불학사전)》. |title=에 외부 링크가 있음 (도움말)
- (중국어) 星雲. 《佛光大辭典(불광대사전)》 3판. |title=에 외부 링크가 있음 (도움말)
- (중국어) 용수 조, 구마라습 한역 (T.1509). 《대지도론(大智度論)》. 대정신수대장경. T25, No. 1509, CBETA. |title=에 외부 링크가 있음 (도움말)}
- (중국어) 혜원 찬 (T.1851). 《대승의장(大乘義章)》. 대정신수대장경. T44, No. 1851, CBETA. |title=에 외부 링크가 있음 (도움말)

## 주해
1. ↑  염불(念佛)의 다른 말로서의 염여래사(念如來事) 즉 '여래의 일을 생각함[念如來事]'에서 '일'이라고 번역되는 '사(事)'는 여래가 행하는 일이 아니라 여래의 본질적 모습으로서의 '구체적 사항[事]'을 말한다. 즉, 여래10호의 낱낱[事]을 말한다. 즉, 여래(如來) · 응공(應供) · 등정각(等正覺) · 명행족(明行足) · 선서(善逝) · 세간해(世間解) · 무상사(無上士) · 조어장부(調御丈夫) · 천인사(天人師) · 불세존(佛世尊)이라는 10가지 호칭 '각각의 본질[事]' 또는 '각각의 의미[事]'를 말한다.

## 같이 보기
- 사드